# Iglesia Anglicana de la Región Central de América
La Iglesia Anglicana de la Región Central de América (IARCA) es una provincia eclesiástica de la Comunión anglicana, que abarca cinco sedes episcopales en América Central.

## Historia

### Antescedentes

#### Introducción del anglicanismo en América Central y la épocade las capellanías
Cuando el Reino Unido administraba las colonias centroamericanas de Honduras Británica y el protectorado del Reino de Mosquitia, se intentó la evangelización de los pueblos nativos de estas regiones al cristianismo por medio de sociedades misioneras y la  Sociedad para la Propagación del Evangelio (en inglés: Society for the Propagation of the Gospel). Para 1742, la Sociedad había mandado un misionero a Mosquitia. La Iglesia de Inglaterra falló en sus intentos de imponer la religión a las poblaciones misquitas.
Para finales de los 1840s, la comercialización de la madera y bananos fomentó la inmigración de afroantillanos, especialmente de Jamaica. En 1896, el obispo de Belice puso la primera piedra de la primera iglesia anglicana, la Iglesia de San Marcos (en inglés: Saint Mark's Church), en Bluefields, Mosquitia.
Inglaterra también era la fuente principal de préstamos para los países centroamericanos durante los siglos XIX y XX y ejecía una fuerte influencia económica en la región. Por esto, muchos empresarios ingleses llegaron a Centroamérica y con su llegada se establecieron capellanías que servían a los emprendedores y diplomáticos anglicanos en la región primariamente católica. En 1867 se estableció la Iglesia de Cristo en el Consulado Británico de Guatemala y el capellán hasta llegó a ser parte de la misión diplomática.
Hasta este punto, la presencia anglicana y episcopal en Centroamérica residía en las capellanías que servían a los inmigrantes de las Indias Occidentales y sus descendientes y se recibice este primer período como la época de las capellanías. No hubo un enfoque en evangelizar a los nativos de Centroamérica ni hubo interés en la creación de iglesias nacionales y locales que tomaran en consideración el factor cultural.

#### Episcopalianismo
En Costa Rica se firmó un tratado entre el gobierno e Inglaterra permitiendo que la jurisdicción de las capellanías en Honduras, Guatemala y El Salvador sea transferida de la Iglesia de Inglaterra a la Iglesia Episcopal en los Estados Unidos de América. Con la firma de este tratado, en 1957, el Distrito de la Iglesia Episcopal en Centroamérica (en inglés: District of the Episcopal Church in Central America) fue creada con las iglesias en Guatemala, Honduras, Nicaragua y Costa Rica, siendo David E. Richards el primer obispo de este distrito con residencia en Costa Rica.
Con el apoyo de las conferencias de Lambeth de 1958 y 1968, se hicieron esfuerzos de cambiar el sistema de capellanías, que eran de extranjeros en países extranjeros, a un sistema de una iglesia anglicana autóctona. En 1964, la Convención General creó la IX provincia de la Iglesia episcopal en los Estados Unidos de la que formó parte la región de Centroamérica. En 1967 se establecieron las diócesis misioneras de Guatemala, Honduras, El Salvador, Nicaragua y Costa Rica bajo la jurisdicción de la IX provincia. La Iglesia Episcopal en Centroamérica procedió a esforzarse en el desarrollo de una iglesia autónoma en la región.
El obispo episcopal estadounidense William Carl Frey fue consagrado como el primer obispo misionero de la diócesis de Guatemala en 1967 hasta el exilio de él y su familia en 1971 cuando el obispo Frey hizo una declaración pública abogando por la paz durante la guerra civil.
La diócesis de Costa Rica se convirtió en una diócesis extraprovincial autónoma en 1970 por acción de la Convención General de 1969; tras un proceso de revisión por la Iglesia episcopal en los Estados Unidos en 1975, la autoridad metropolítica de la diócesis fue transferida a la Cámara de Obispos de la IX provincia en 1977.
En 1981, el Sínodo Provincial de Panamá presentó la idea de la autonomía como la meta principal de la IX provincia y en 1982 se solicitó formalmente la autonomía a la Convención General. La Convención aprobó la autonomía para la entera IX provincia, pero no se logró la organización de las iglesias autónomas dentro del tiempo designado.
En 1991 fue ordenado Martín Barahona como el primer obispo para la diócesis de El Salvador.

### Autonomía metropolítica
En 1997 se completó el proceso de autonomía de la Iglesia Anglicana de la Región Central de América (IARCA). En julio de este año se firmó un pacto o convenio entre la nueva IARCA y la Iglesia Episcopal en los Estados Unidos en la que se estipuló que aunque la IARCA será una provincia autónoma, continuará en cooperación misionera y económica. La IARCA fue inaugurada formalmente como provincia eclesiástica autónoma de la comunión anglicana el 18 de abril de 1998.
Para 2008, la IARCA había votado para consagrar mujeres obispos, aunque ninguna ha sido consagrada hasta el momento. Para el 2013, la diócesis de El Salvador ofreció ministerios a favor y en apoyo de los miembros LGBT.
Julio Murray, obispo de Panamá, fue elegido como primado en abril de 2018 y asumió el cargo con su instalación el 11 de agosto, sucediendo a Sturdie Downs, obispo de Nicaragua. Downs fue elegido a fines de 2014 para cumplir un mandato de cuatro años como primado (2015-2019); sucedió a Armando Guerra, obispo de Guatemala (2011-2015), quien a su vez sucedió a Martín Barahona, obispo de El Salvador (2003-2011).

## Afiliación
Hoy en día, hay más de 35.000 anglicanos de una población estimada de 30,1 millones.

## Estructura
El gobierno de la IARCA es el de un gobierno de la iglesia episcopal, que es el mismo que el de otras iglesias anglicanas. La iglesia mantiene un sistema de parroquias geográficas organizadas en diócesis. Hay 5 de estos, cada uno encabezado por un obispo:
- La Diócesis de Costa Rica
- La Diócesis de El Salvador
- La Diócesis de Guatemala
- La Diócesis de Nicaragua
- La Diócesis de Panamá

Algunos países de América Central son parte de otras iglesias anglicanas:
- La Diócesis anglicana de Belice es parte de la Iglesia en la Provincia de las Indias Occidentales
- La Diócesis episcopal de Honduras es parte de la IX provincia de la Iglesia episcopal en los Estados Unidos de América

## Culto y liturgia
La IARCA abarca tres órdenes de ministerio: diácono, presbítero y obispo. Se utiliza la versión en español del Libro de Oración Común de 1979 de la Iglesia Episcopal de los Estados Unidos de América.

## Doctrina y práctica
El centro de la enseñanza de la IARCA es la vida y resurrección de Jesucristo. Las enseñanzas básicas de la iglesia, o catecismo, incluyen:
- Jesucristo es completamente humano y completamente Dios. Murió y resucitó de entre los muertos.
- Jesús proporciona el camino de la vida eterna para aquellos que creen.
- El Antiguo y Nuevo Testamento de la Biblia fueron escritos por personas "bajo la inspiración del Espíritu Santo". Los apócrifos son libros adicionales que se usan en el culto cristiano, pero no para la formación de doctrina.
- Los dos grandes y necesarios sacramentos son el Santo Bautismo y la Santa Eucaristía.
- Otros ritos sacramentales son la confirmación, la ordenación, el matrimonio, la reconciliación de un penitente y la unción .
- Creencia en el cielo, el infierno y el  regreso de Jesús en gloria.

### Relaciones ecuménicas
A diferencia de muchas otras iglesias anglicanas, la IARCA no es miembro del Consejo Mundial de Iglesias.

### Ordenación de mujeres
Dentro de la provincia, las diócesis representan una diversidad de opiniones sobre temas sociales. En cuanto a la igualdad de género, la provincia tiene diócesis, incluida la Iglesia episcopal de Costa Rica, que reconocen a las mujeres en el ministerio ordenado. En 2012, la Iglesia episcopal de Nicaragua ordenó a dos mujeres como sacerdotes.

### Sexualidad humana
En 2003, el Primado u Obispo Presidente de la IARCA asistió a la consagración del obispo Gene Robinson, el primer obispo abiertamente homosexual y con pareja en la Comunión Anglicana. La Diócesis de El Salvador formó un ministerio para las personas LGBT en el país. En 2014, la Iglesia episcopal de Costa Rica, una diócesis de la provincia, tomó medidas para recibir a miembros LGBT. También en 2014, la diócesis de El Salvador siguió ofreciendo un espacio para que los miembros LGBT "se expresen libremente". La Diócesis de Guatemala eligió a Silvestre Enrique Romero como obispo coadjutor en 2017. Romero, antes de ser elegido obispo, sirvió en la Iglesia episcopal en los Estados Unidos y se ofreció a bendecir las uniones del mismo sexo como sacerdote a cargo.